# 武田範芳
武田 範芳（たけだ のりよし、1913年4月28日 - 1989年7月29日）は、北海道旭川市出身の洋画家。色の魔術師と呼ばれた国際的な画家である。エーゲ海をはじめて描いた作家でもあり、1960年代より国際展に出品し多くの国際賞を獲得した。フランス美術家連盟会員。ル・サロンフランス政府展 金 銀 銅 受賞。長男は俳優の武田光太郎。6親等に武田真治がいる。

## 主な経歴

### 戦前編
1913年4月28日、北海道旭川生まれ。小学校のときに応募した水彩画公募展の審査員であった上野山清貢にほめられたことを契機に画家を志す。1932年、北海道庁立永山農業学校（現北海道旭川農業高等学校）林学科を卒業して上川支庁林務課に勤務し、大雪山自然林の保護に携わる。1934年、上野山を頼って上京し、本郷と目白の絵画研究所に学ぶ。牧野虎雄にも師事。1939年3月、画壇の登竜門であった旺玄社展の最高賞『目白賞』を受賞。かねてよりポール・ゴーギャンのエッセイ『ノア・ノア』を読んで感激し、南洋への憧れを募らせていた武田は同年10月、南洋諸島に向け出発。サイパン島、パラオ、ヤップ離島のフララプ島を取材。パラオ滞在中に南洋庁に勤めていた土方久功と知り合い、その援助により1940年5月、コロールの昌南倶楽部で個展を開催。1941年4月に帰国。翌年旭川に生活拠点を置く。この7月、南洋美術協会第一回展に油彩画《フらラップ島麗日》《樹下雑語》を出品、9月には銀座・紀伊国屋ギャラリーで『武田範芳南洋作品展』を開催した。

### 戦後編
戦後は関心をヨーロッパに移し、1947年、パリ移住を前提にまず上京、資金作りに奔走するが、結核を発症して渡航を断念。それでも1962年に渡仏した。フランス国立美術研究所アカデミーグランドショミエルで学ぶ。ル・サロン(フランス政府展)金・銀・銅賞ジュビジィー賞等日本人が取ることの出来なかった世界的な国際展の賞を次々受賞。1963年から、デュッセルドルフ、ハンブルク、ロンドン、香港、バンコクなど海外で個展を7回にわたって開催した。1978年、北海道近代美術館買上げ。1978年紺綬褒章受章。1969年以後、日本国内においては無所属の画家として活躍。三越本店、東急本店を中心に全国的に個展を開催。1989年7月29日死去。その後、1989年フランスのパリ、ユネスコ国連本部で革命200年記念遺作展開催。 1989年日本赤十字本社、北海道旭川近代美術館に作品が所蔵された。
2013年狛江市泉の森会館に於いて生誕100年展開催 2010年にはエコルマホールに人形達が所蔵展示される。

### 国際展
- フランス - パリ
- ドイツ - デュッセルドルフ
- オランダ - ハンブルク
- イギリス - ロンドン
- 中国 - 香港
- タイ王国 - バンコク

### 作品傾向
鮮やかな色彩でヨーロッパを中心にフランスの風景、ギリシャ・中東など、紺碧の海や人々の哀歓を描いた風景等ピエロの悲哀を描いた人形シリーズは逸品である。

### 受賞歴
- 1939年3月、画壇の登竜門であった旺玄社展の最高賞目白賞を受賞
- 1963～1968年 ル・サロンフランス政府展出品、金 銀 銅賞受賞
- 1963～1967年　ジュビジー国際招待出品、1963年最優秀作品賞受賞
- 1966年 ジュビジー賞受賞
- 1968年 サロン・インターナショナル・ドービル、グランプリ展、佳作賞
- 1968年 グランプリ・インターナショナル、コートダジュール展、佳作賞
- 1969年 紺綬褒章受章

### 代表作品
- オンフルール港　北海道道立近代美術館所蔵
- セーヌ河畔　北海道道立旭川美術館所蔵
- サントリーニ島　日本赤十字本社所蔵
- 屯田兵の開墾　北海道庁旧本庁舎所蔵
- トランプの印象  湯河原町立湯河原美術館所蔵
- リンク 武田範芳生誕100年美術館（korinkotaro.sakura.ne.jp 武田光太郎朗読演劇ギャラリー）